# 金水宁
金水宁（1971年4月5日—）是一名韩国女子射箭运动员。她在1988年汉城奥运会中获得女子射箭团体以及射箭个人比赛金牌。1992年巴塞罗那奥运会中，她获得射箭团体金牌、个人银牌。